# Aldo Bobadilla
Aldo Antonio Bobadilla Ávalos (Pedro Juan Caballero, 1976. április 20. –) paraguayi válogatott labdarúgó, edző.

## Sikerei, díjai
- Cerro Porteño
  - Paraguayi bajnok: 2001, 2004
- Club Libertad
  - Paraguayi bajnok: 2006
- Boca Juniors
  - Copa Libertadores: 2007
- Independiente
  - Kolumbiai bajnok: 2009 (Finalización)